# Горемыкин, Александр Дмитриевич
Александр Дмитриевич Горемыкин (1832—1904) — русский военный и государственный деятель, генерал от инфантерии (30.08.1893).

## Биография
Происходил из дворянского рода Новгородской губернии, восходящего к XVII веку. Родился в Санкт-Петербурге 16 (28) января 1832 года в семье подполковника Корпуса жандармов (впоследствии — генерал-майора) Дмитрия Ивановича Горемыкина (1804—1868) и его жены Варвары Николаевны, урождённой Судовщиковой, дочери коллежского советника. В семье было три сына: старшие — Иван (1828—1884) и Николай (1830—?). Двоюродный брат Ивана Логгиновича Горемыкина (1839—1917), председателя Совета министров Российской империи (1906; 1914—1916), действительного тайного советника 1-го класса.
Образование получил в Новгородском, а затем в 1-м кадетском корпусах, по окончании которого 13 августа 1852 года был выпущен в Кексгольмский гренадерский полк. В 1854 году переведён в лейб-гвардии Егерский полк и находился в составе войск, охранявших берега Эстляндии.
В 1858 году, после окончания Николаевской Академии Генерального штаба, причислен к Генеральному штабу и назначен на службу в Главный штаб Кавказской армии, но ещё до отправления туда назначен состоять при Отдельном Гренадерском корпусе. В 1859 году был назначен старшим адъютантом в штабе Отдельного Гренадерского корпуса по части Генерального штаба, в 1861 году — там же штаб-офицером для исполнения поручений по части Генерального штаба, а в 1862  году — дежурным штаб-офицером корпуса.
В 1864 году причислен к Инспекторскому департаменту Военного министерства. В том же году командирован в распоряжение наместника в Царстве Польском для занятий по крестьянскому делу, назначен председателем Варшавской комиссии по крестьянским делам, членом комиссии для составления правил о продаже казенных имуществ и наделе безземельных крестьян и командирован для осмотра рудников и горных заводов восточного и западного округов Царства Польского.
В 1865 году назначен председателем Пултусской комиссии по крестьянским делам. В 1866—1869 годах Подольский губернатор и вице-председатель Каменец-Подольского тюремного комитета.
С 1 ноября 1869 года — начальник штаба Одесского военного округа; в 1874 году руководил полевыми занятиями офицеров Генерального штаба в Одесском военном округе; с 30 августа 1876 года был назначен командующим 15-й пехотной дивизии с оставлением начальником отдела войск по охране Черноморского побережья от Куяльницкого до Днепровско-Бугского лиманов; в 1877 году состоял начальником отдела войск прибрежной обороны от Березанского до Днепровского лиманов. В 1878 году командирован для осмотра 6-й резервной пехотной дивизии с её артиллерией; 30 августа 1879 года произведён в генерал-лейтенанты с утверждением в должности начальника дивизии, в 1881 году командирован в Николаев и Очаков «для принятия мер к прекращению беспорядков, могущих там возникнуть». В 1883 году зачислен по армейской пехоте с оставлением в должности начальника дивизии; в том же году проводил ревизию делопроизводства в Одесском окружном инженерном управлении. В 1889 году командовал 8-м армейским корпусом.
С 28.05.1889 года по 09.04.1900 года Иркутский генерал-губернатор и командующий войсками Иркутского военного округа. При нём началось строительство Транссибирской железной дороги.
В 1893 году произведён в генералы от инфантерии; 9 апреля 1900 года назначен членом Государственного совета; заседал в Департаменте промышленности, наук и торговли.
За службу был удостоен высших российских орденов, до ордена Св. Александра Невского с бриллиантовыми знаками включительно.
Умер 8 (21) июня 1904 года. Похоронен на Митрофаниевском кладбище.
Вместе с братом, Николаем Дмитриевичем

## Награды
- Орден Святой Анны 3-й степени (1859)[5]
- Орден Святого Станислава 2-й степени (1861)[5]
- Орден Святой Анны 2-й степени с императорской короной (1865)[5]
- Орден Святого Станислава 1-й степени (1868)[5]
- Орден Святой Анны 1-й степени (1871)[5]
- Орден Святого Владимира 2-й степени (1876)[5]
- Орден Белого орла (1885)[5]
- Орден Святого Александра Невского (1889); бриллиантовые знаки к ордену (1895)[5]
- Знак отличия за XL лет беспорочной службы (1894)[5]
- Орден Святого Владимира 1-й степени (1898)[5]

- Орден Святых Маврикия и Лазаря большой крест (Королевство Италия; 1901)[5]